# Кінний спорт на літніх Олімпійських іграх 2012
Змагання з кінного спорту на літніх Олімпійських іграх 2012 року відбулися у період з 28 липня по 9 серпня. Було розіграно 6 комплектів нагород. Традиційно вершники визначали чемпіонів у особистих та командних змаганнях з триборства, виїздки та конкуру. В усіх дисциплінах жінки могли брати участь нарівні з чоловіками.
У індивідуальній виїздці всьоме поспіль переможницею стала жінка. Востаннє чоловіки вигравали «золото» у цій кінній дисципліні ще у 1984 році в Лос-Анджелесі (автором цього здобутку став німець Райнер Клімке).
Анкі ван Грунсвен з Нідерландів виграла «бронзу» у командній виїздці та довела число своїх олімпійських нагород до дев'яти, чого раніше не вдавалося досягнути жодному вершнику в історії Олімпійських ігор.
Канадський вершник Аєн Міллар встановив новий рекорд за кількістю проведених Олімпіад. Ігри у Лондоні стали для нього десятими у кар'єрі. Першими Іграми Міллара була Олімпіада 1972 у Мюнхені, проте єдину свою срібну нагороду він здобув лише у 2008 році в Пекіні.
Представники Саудівської Аравії, виборовши «бронзу» у командному конкурі, отримали свою другу в історії нагороду у кінному спорті та третю в усіх видах спорту на Олімпійських іграх.

## Дисципліни
Медальні комплекти було розіграно у наступних змагальних дисциплінах:
- Індивідуальна виїздка
- Командна виїздка
- Індивідуальне триборство
- Командне триборство
- Індивідуальний конкур
- Командний конкур

## Кваліфікація
Кожна дисципліна має власні кваліфікаційні правила, які, втім, у більшості випадків ґрунтуються на рейтингах FEI.

## Формат змагань

### Виїздка
Кожна з команд складається з трьох вершників, які одночасно конкурують і за індивідуальні комплекти нагород. Країна, яка не має достатньої кількості спортсменів для формування команди, може виставляти своїх представників лише у індивідуальних змаганнях.
Усі вершники змагаються у Гран-прі, що є першим етапом одночасно і для командного, і для особистого заліку. Найкращі сім команд потрапляють до спеціального Гран-прі, яке відзначається більш суворою перевіркою. Переможець командної виїздки визначається шляхом об'єднання балів за підсумками обох етапів. Країна, у якої їх виявиться найбільше, стає Олімпійським чемпіоном.
Спортсмени, які завершили Гран-прі (перший відбірний раунд у особистому заліку), можуть пройти до спеціального Гран-прі, якщо їх команда потрапила до числа скеми найкращих (загалом 21 вершник). Додатково туди можуть потрапити 11 найкращих вершників серед тих, що залишилися. 18 найкращих за підсумками спеціального Гран-прі здобувають право на участь у третьому змагальному етапі (фристайлі), де кожен з учасників розробляє свою власну програму для демонстрації, яка має бути покладена на музику та містити кілька обов'язкових рухів. Вершники можуть адаптувати програму в залежності від сили своїх коней та включати до неї складніші рухи, ніж ті, що виконувалися на попередніх етапах (наприклад, такі, як пірует у піаффе), з метою підвищення оцінки. Індивідуальні нагороди присвоюються на основі оцінки у фристайлі

### Триборство
У змаганнях можуть брати участь лише коні віком більше восьми років. Змагання за особисті та командні нагороди відбуваються паралельно. Вершники змагаються у виїздковій дисципліні, подоланні маршруту по пересіченій місцевості та стрибках. Командні медалі присуджуються шляхом підсумовування результатів виступів трьох найкращих вершників кожної з країн в усіх трьох видах змагань. Загальна кількість спортсменів у команді не має перевищувати 5 вершників. Команда з найменшою кількістю штрафних балів отримує «золото».
25 найкращих вершників за підсумками першого фінального раунду у конкурі (останній етап триборства) потрапляють до другого фінального раунду, де й розігрують особисті нагороди. Обов'язковою умовою є те, що кожна з команд може бути представлена у останньому раунді не більше, ніж трьома спортсменами.

### Конкур
Для визначення володарів індивідуальних нагород проводиться п'ять раундів. За результатами першого вершники, що посіли перші 60 місць, здобувають право змагатися у другому кваліфай-раунді. Топ-45 вершників другого раунду переходять у третій, а 35 спортсменів, що показали найкращий результат у третьому, переходять до наступного етапу з умовою, що одна команда не може мати більше трьох представників у числі 35-ти найкращих. Якщо ж від однієї країни туди потрапили 4 вершники — один з них не має права змагатися за індивідуальні нагороди.
На четвертому етапі (індивідуальний фінальний раунд А) попередніми показниками спортсменів нехтують і вершники починають змагання з нулем у графі «помилки». 20 найкращих за результатами фіналу А потраплять до фіналу B, де проходять вже інший маршрут. Помилки у індивідуальних фіналах А та B підсумовуються для визначення чільної трійки, що отримує нагороди.
Командні змагання проводяться одночасно з індивідуальними, тож команді вершники конкурують одночасно і за особисті нагороди. Перший раунд командних змагань збігається з другим раундом індивідуальних. За його результатами визначається провідна вісімка команд, що продовжують боротьбу на наступному етапі (який проходить паралельно з третім раундом особистих змагань). Команди нагороджуються медалями на основі суми балів за обидва етапи командних змагань.

## Місце проведення
| Гринвіцький парк (вміщує 6000 глядачів)            |
| -------------------------------------------------- |
| Галявина перед Квінс-Хауз, де відбувалися змагання |

## Медалі

### Загальний залік
| Загальна кількість медалей |                   |   |   |   |        |
| Місце                      | Країна            | 1 | 2 | 3 | Всього |
| 1                          | Велика Британія   | 3 | 1 | 1 | 5      |
| 2                          | Німеччина         | 2 | 1 | 1 | 4      |
| 3                          | Швейцарія         | 1 | 0 | 0 | 1      |
| 4                          | Нідерланди        | 0 | 3 | 1 | 4      |
| 5                          | Швеція            | 0 | 1 | 0 | 1      |
| 6                          | Нова Зеландія     | 0 | 0 | 1 | 1      |
| 6                          | Саудівська Аравія | 0 | 0 | 1 | 1      |
| 6                          | Ірландія          | 0 | 0 | 1 | 1      |
| Усього                     | Усього            | 6 | 6 | 6 | 18     |

### Медалісти
| Дисципліна               | 1 | 2 | 3 |
| Індивідуальна виїздка    | Шарлотт Дюжарден (GBR) Кінь: Valegro | Аделінде Корнеліссен (NED) Кінь: Parzival | Лаура Бехтольсгаймер (GBR) Кінь: Minstral Hojris |
| Командна виїздка         | Велика Британія - Карл Гестер · Кінь: Uthopia - Лаура Бехтольсгаймер · Кінь: Minstral Hojris - Шарлотт Дюжарден · Кінь: Valegro                                              | Німеччина - Дороті Шнайдер · Кінь: Diva Royal - Крістіна Шпреє · Кінь: Desperados - Гелен Лангеганенберг · Кінь: Damon Hill                                                                             | Нідерланди - Анкі ван Грунсвен · Кінь: Salinero - Едвард Гал · Кінь: Undercover - Аделінде Корнеліссен · Кінь: Parzival                                                                            |
| Індивідуальне триборство | Міхаель Юнг (GER) Кінь: Sam | Сара Альготссон Остгольт (SWE) Кінь: Wega | Сандра Ауффарт (GER) Кінь: Opgun Louvo |
| Командне триборство      | Німеччина - Петер Томсен · Кінь: Barny - Дірк Шраде · Кінь: King Artus - Сандра Ауффарт · Кінь: Opgun Louvo - Міхаель Юнг · Кінь: Sam - Інгрід Клімке · Кінь: Butts Abraxxas | Велика Британія - Вільям Фокс-Пітт · Кінь: Lionheart - Нікола Вілсон · Кінь: Opposition Buzz - Зара Філліпс · Кінь: High Kingdom - Мері Кінг · Кінь: Imperial Cavalier - Тіна Кук · Кінь: Miners Frolic | Нова Зеландія - Джонелл Річардс · Кінь: Flintstar - Керолайн Павелл · Кінь: Lenamore - Джонатан Паджет · Кінь: Clifton Promise - Ендрю Ніколсон · Кінь: Nereo - Марк Тодд · Кінь: Campino          |
| Індивідуальний конкур    | Стів Ґерда (SUI) Кінь: Nino Des Buissonets | Герко Схредер (NED) Кінь: London | Кіан О'Коннор (IRL) Кінь: Blue Loyd 12 |
| Командний конкур         | Велика Британія - Нік Скелтон · Кінь: Big Star - Бен Маєр · Кінь: Tripple X - Скотт Бреш · Кінь: Hello Sanctos - Пітер Чарльз · Кінь: Vindicat                               | Нідерланди - Юр Врілінг · Кінь: Bubalu - Майкел ван дер Влейтен · Кінь: Verdi - Марк Гаутзагер · Кінь: Tamino - Герко Схредер · Кінь: London                                                            | Саудівська Аравія - Принц Абдулла бін Мутаїб · Кінь: Davos - Камаль Бахамдан · Кінь: Noblesse Des Tess - Рамзі Аль-Духамі · Кінь: Bayard Van the Villa There - Абдулла Аль-Шарбатлі · Кінь: Sultan |

## Галерея
Галерея золотих медалістів з кінного спорту на літніх Олімпійських іграх 2012:

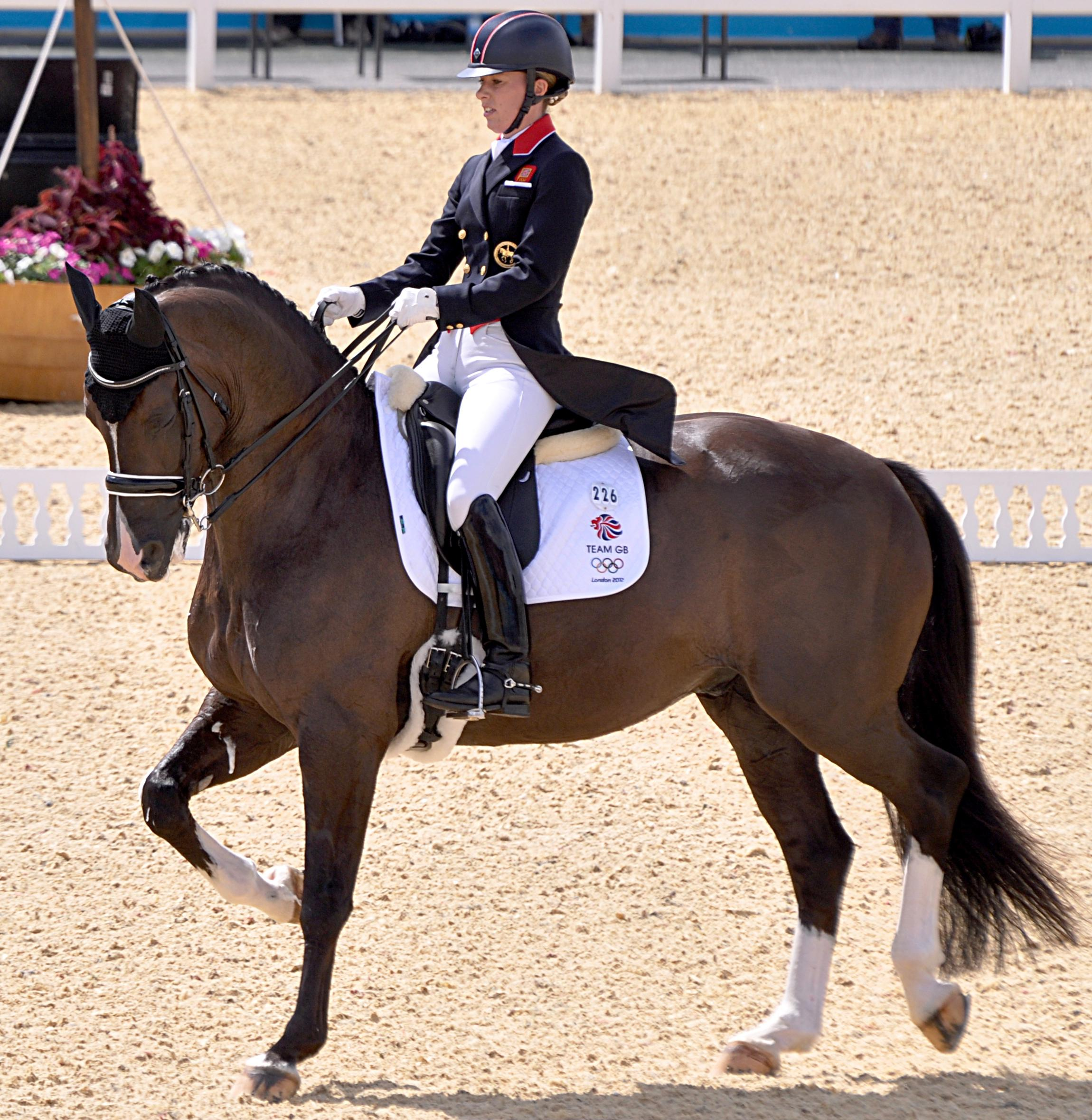
Британка Шарлотт Дюжарден на Valegro, переможці виїздки
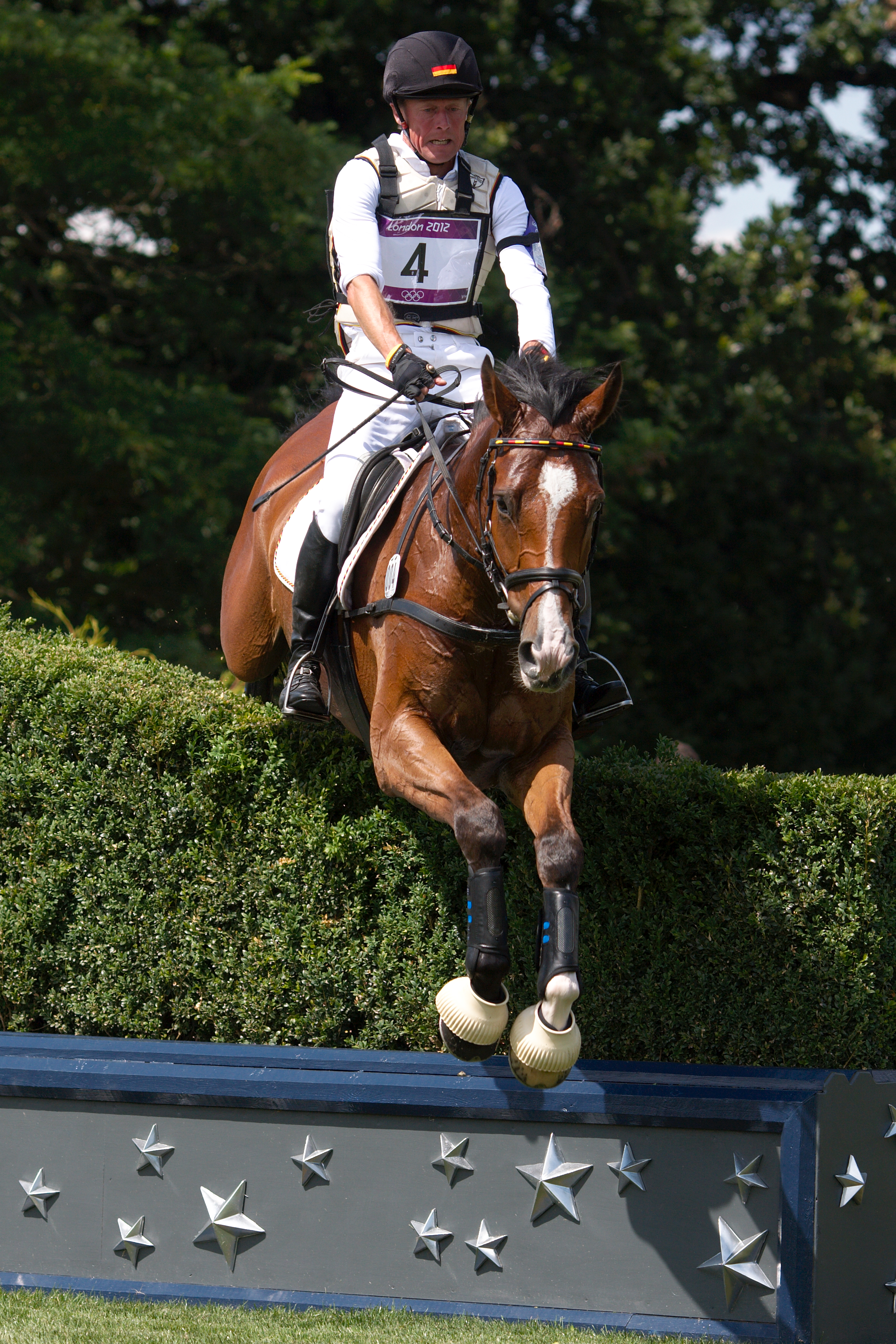
Петер Томсен на Barny під час виступу Німеччини у командному триборстві
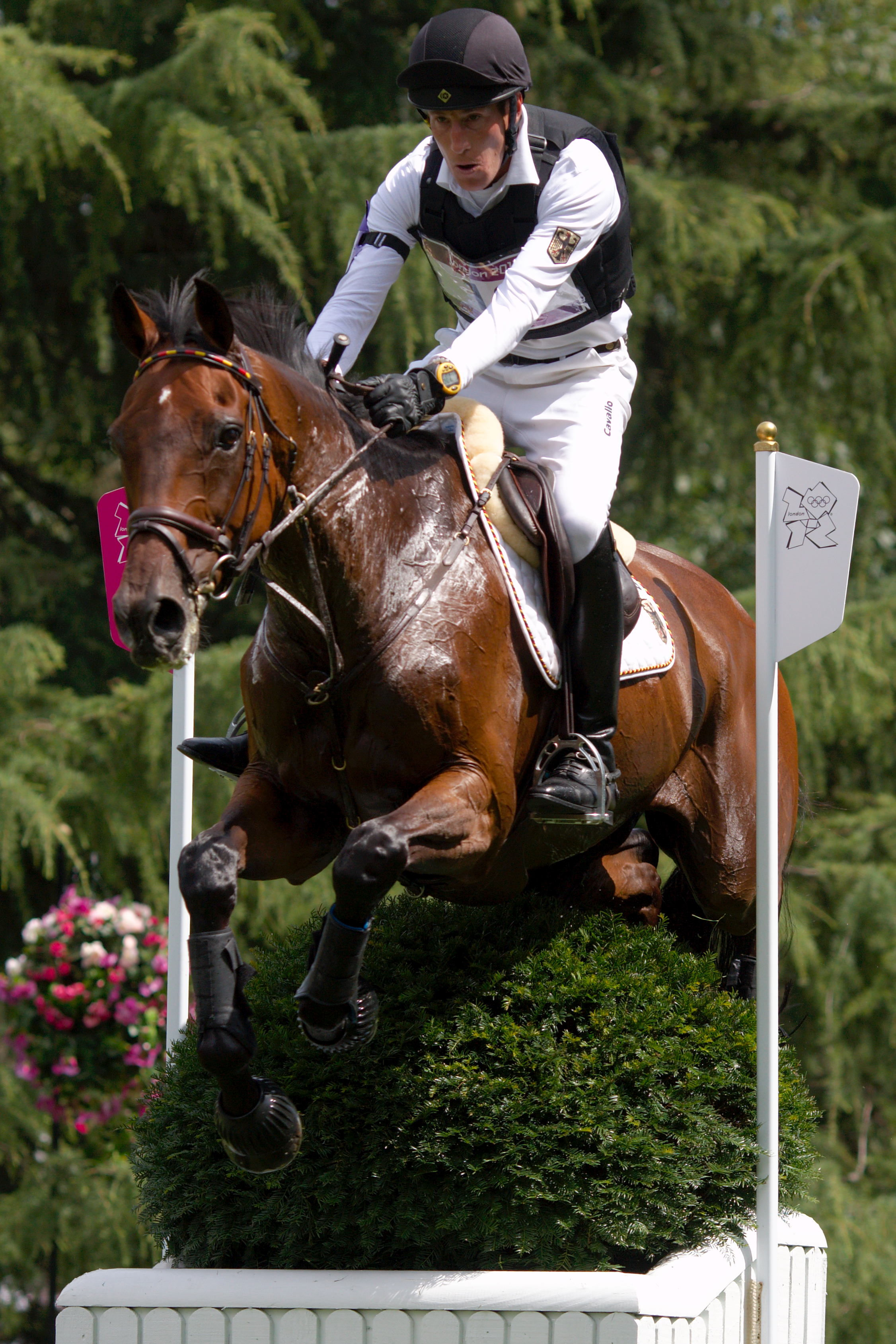
Дірк Шраде долає перешкоду на King Artus у командному триборстві
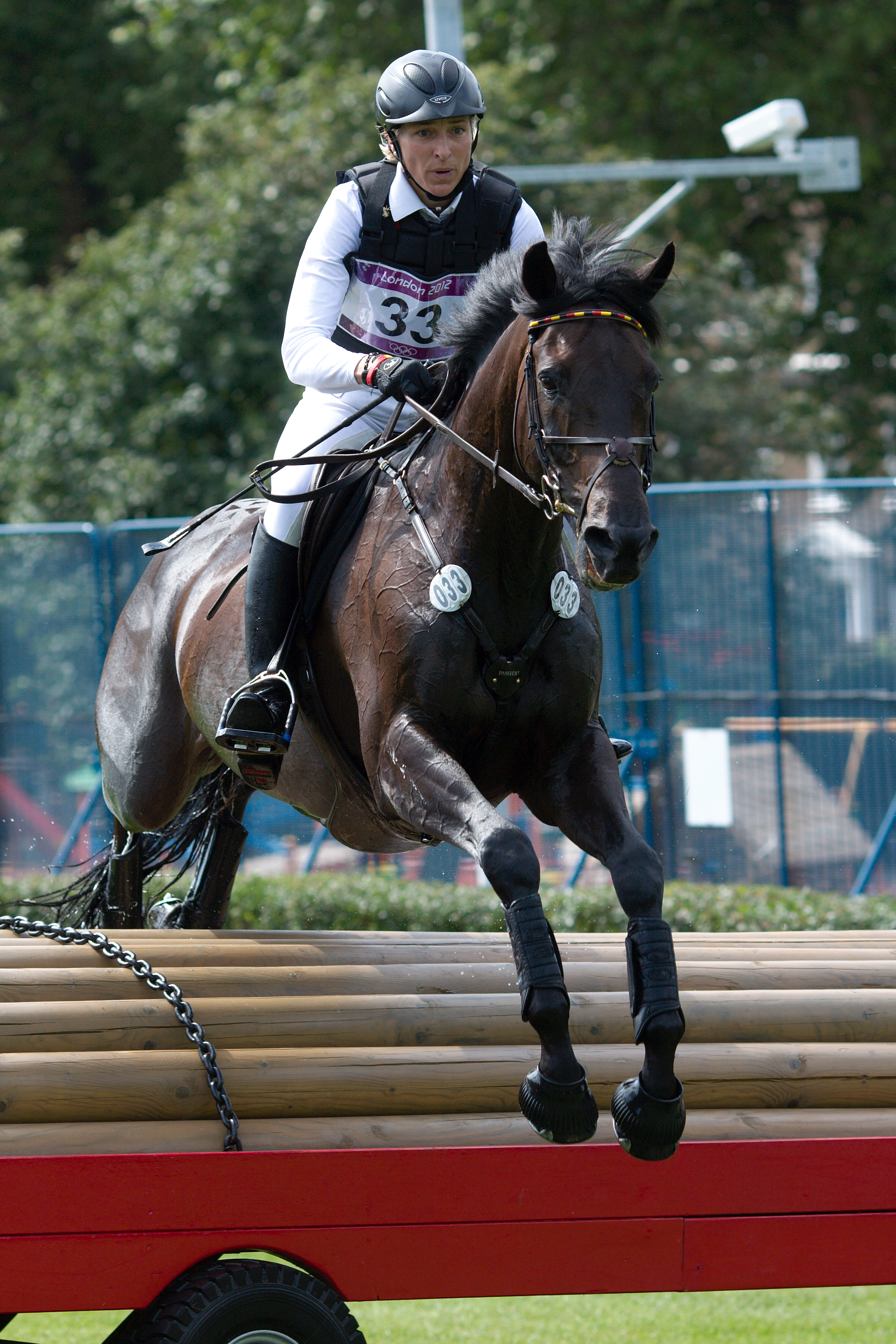
Інгрід Клімке керує Butts Abraxxas у командному триборстві
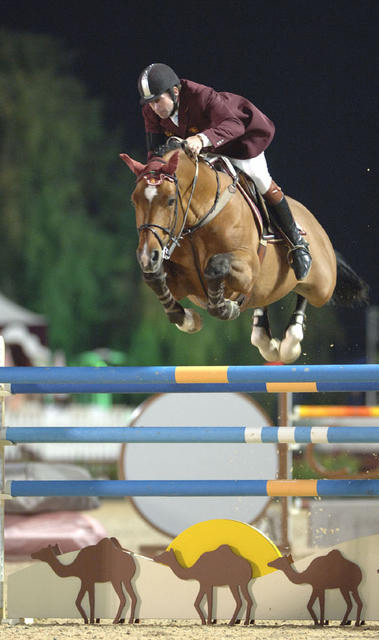
Нік Скелтон входив до складу британської команди, що перемогла у конкурі